# 페슈코피

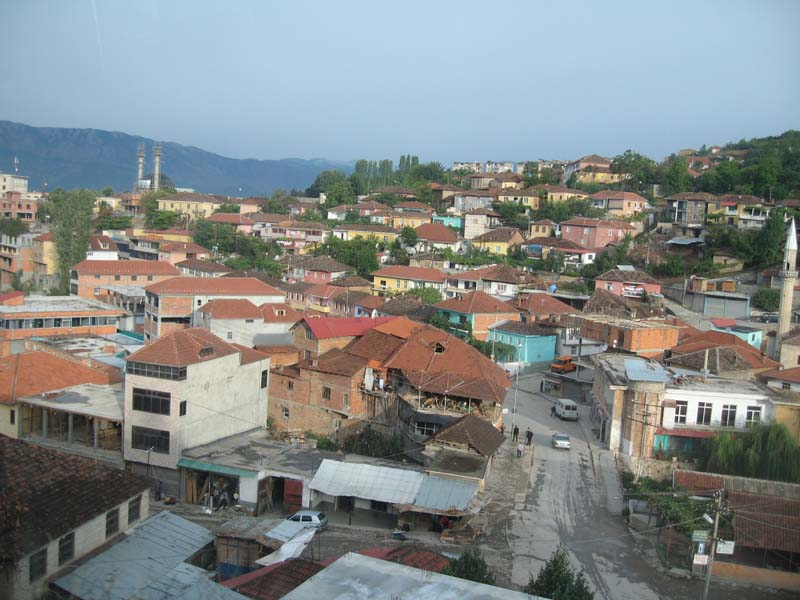
페슈코피

페슈코피(알바니아어: Peshkopi) 또는 페슈코피아(알바니아어: Peshkopia)는 알바니아 북동부에 위치한 도시로, 디버르 주의 주도이자 디버르현의 현청 소재지이며 인구는 14,100명(2004년 기준)이다. 티라나(알바니아의 수도)에서 187km, 북마케도니아 국경에서 20km 정도 떨어진 곳에 위치한다.